# Soerachman Tjokroadisoerjo
Soerachman Tjokroadisoerjo (Wonosobo, 30 augustus 1894 - Den Haag, 16 november 1952), in de latere spelling van het Indonesisch ook Surachman Cokroadisuryo en voluit Raden Mas Pandji Soerachman Tjokroadisoerjo, was een Indonesisch ingenieur die tijdens de Indonesische Onafhankelijkheidsoorlog in drie kabinetten minister was.
Aan het einde van de Japanse bezetting van Nederlands-Indië was Soerachman lid van het Onderzoekscomité ter voorbereiding op de Indonesische onafhankelijkheid (BPUPK). Meteen na het uitroepen van de onafhankelijkheid werd hij minister van welvaart (handel en landbouw) in het eerste kabinet van Indonesië, het Kabinet Presidensial. In het volgende kabinet, het Kabinet-Sjahrir I, was hij in eerste instantie niet opgenomen. Echter, binnen een maand al werd hij toch minister van financiën, als vervanger van Soenarjo Kolopaking. Ook in het tweede kabinet Sjahrir had Soerachman die ministerspost.
In de jaren 1950-1951 was Soerachman ook president (rector) van de Universitas Indonesia.